# Hiri
Hiri (indonez. Pulau Hiri) – wyspa wulkaniczna położona w Indonezji na Morzu Moluckim w archipelagu Moluków na północ od wyspy Ternate; powierzchnia 7,31 km².
Ludność wyspy posługuje się językiem ternate.